# Маджестік-12

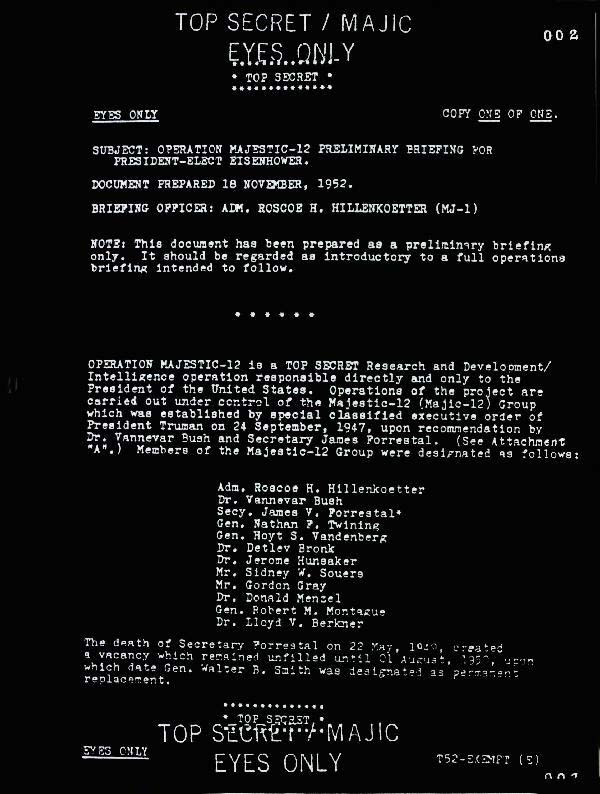
Одна із сторінок оприлюднених документів Маджестік-12

Маджестік-12 (англ. Majestic-12, Majic-12, MJ12) — уфологічна гіпотеза, прихильники якої стверджують про існування надсекретної групи дванадцяти високопоставлених вчених, військових і державних чиновників США, що нібито займаються координацією досліджень неземних космічних апаратів. Група була нібито створена за розпорядженням американського президента Гаррі Трумена.  
Концепція виникла після оприлюднення документів сумнівного походження, датованих 24 вересня 1947 роком, що нібито просочилися в громадські маси з неофіційного дозволу «Маджестік-12». Документи про існування даної групи поширили уфологи в 1984 році, ставши одним із компонентів «теорії всесвітньої змови» і уфологічної доктрини. Після їх перевірки Федеральним бюро розслідувань (ФБР) відомство оголосило документи «повністю фальшивими», тому наразі багато прихильників існування НЛО вважають теорію добре продуманою фальсифікацією. Гіпотеза про існування Маджестік-12 отримала широке поширення в популярній культурі, включаючи телебачення, кіно і літературу.

## Історія та аналітика
У грудні 1984 року американський уфолог Джайме Шандер, який займався дослідженням Розвельського інциденту, отримав конверт, в якому містилися 35-мм чорно-біла плівка з «документами Маджестік-12». Конверт не мав супровідного листа або адреси повернення, єдиним ключем був поштовий штемпель Альбукерке (Нью-Мексико). В конверті знаходилося 8 експозиційних зображень нібито урядових документів найвищого рівня конфіденційності, підготовлених за рішенням Гаррі Трумена 18 листопада 1952 року для обраного на пост президента Дуайта Ейзенхауера. У документах були згадані військові й вчені «секретної групи», які нібито вивчали захоплені у результаті Розвельського інциденту інопланетні об'єкти й прибульців з метою використання їх технологій. Документи також розкривали інформацію про те, як Сполучені Штати повинні взаємодіяти з позаземним життям в майбутньому.
Шандера поділилася документами зі своїми колегами по уфології Стентон Фрідманом і Білл Муром, які також отримали серію анонімних повідомлень подібного змісту. Кілька років Шандер з Муром намагалися з'ясувати, чи є документи з фотоплівки справжніми або це майстерна підробка. Але, прийти до єдиної думки вони так і не змогли. Проведена в липні 1987 року експертиза показала, що підпис Трумена на документі справжній, але скопійований з документа Веннівера Буша, а шрифт друкарської машинки «Сміт-Корона», яким все було набрано, в 1940-х не використовувався. Документ було складено на простому папері, а не на бланках ЦРУ, а гриф «top secret restricted security information» був введений лише через 10 років після того, як документ був написаний.

## В масовій культурі
- У відеогрі Deus Ex фігурує угруповання Majestic-12, яка прагне до контролю над світом.
- У грі Destroy All Humans агенти «Маджестік» є ворогами, і в одній з місій необхідно знищити їх базу.
- Згадується в аніме «Експерименти Лейн».
- Темні небеса (телесеріал)